# Inachos
Inachos (Inachus; stgr. Ἴναχος Ínachos, łac. Inachus) – w mitologii greckiej bóg i uosobienie rzeki Inachos (Inachus) w Argolidzie, najstarszy król Argos.
Uchodził za syna Okeanosa i Tetydy. Poślubił Melie, z którą spłodził Foroneusa, Ajgialeusa, Panoptesa i Io.